# Maria Grazia Chiuri
Maria Grazia Chiuri (2 februari 1964) is een Italiaans mode-optwerpster. Ze is creatief directeur bij Dior.

## Biografie
Maria Grazia Chiuri studeerde aan het Istituto Europeo di Design te Rome waarna ze bij Fendi begon in 1989. Daar was ze mee verantwoordelijke voor de Baguette-tas. Tussen 1999 en 2016 was ze actief voor Valentino als verantwoordelijke voor de accessoires. Vanaf 2008 was dat als co-creatief directeur naast Pier Paolo Piccioli. Beiden ontvingen in 2015 de CFDA International Award voor hun werk.
In 2016 werd ze artistiek directeur van de vrouwencollecties van Dior als opvolger van Raf Simons. Daarmee is ze de eerste vrouw die deze positie bekleed.
Chiuri is getrouwd en heeft een zoon en een dochter.

## Erkentelijkheden
- 2015 - CFDA-prijs (Council of Fashion Designers of America)
- 2017 - Glamour Award for Designer of the Year (Glamour magazine)
- 2017 - Glamour Award for The Fashion Force (Glamour magazine)
- 2019 - Ridder in de Nationale orde van het Legioen van Eer